# Pont Voltaire
 (juillet 2017).
Si vous disposez d'ouvrages ou d'articles de référence ou si vous connaissez des sites web de qualité traitant du thème abordé ici, merci de compléter l'article en donnant les références utiles à sa vérifiabilité et en les liant à la section « Notes et références ».
Pont Voltaire ou pont de l'industrie est ancien pont routier franchissant le Gier à Rive-de-Gier  dans le sud-est du département de la Loire . Il était l'un des vingt ponts de la commune. Construit en 1903, il est initialement appelé pont des Forges, avant de  de prendre le nom officiel de pont de l'Industrie avant son inauguration en juin 1904. En 1936 il prend le nom de pont Voltaire en hommage au philosophe. Le pont a disparu en 1967 sous la couverture du Gier. 

## Histoire
Dès 1866, les habitants des rues Paluy (Richarme), du Grand Terray (Anatole France) et des Verchères (rue Claude Drivon) demandent à la Municipalité de relier ces deux rives par un pont.
Une passerelle existait un peu plus haut, depuis 1851, mais peu solide, elle supportait mal les crues de la rivière et était souvent impraticable. L'idée donc de la remplacer est reprise en 1888 mais les ressources budgétaires retardent cette réalisation. Le 5 novembre 1894, le conseil municipal vote le projet de la construction du Pont des Forges, mais le préfet de la Loire, par une lettre du 8 décembre 1894 juge qu'il n'a pas lieu de retenir ce projet puisqu'il n'a été voté qu'à une seule voix de majorité.
Le Conseil réagit le 7 janvier 1895 un projet est adopté. Cet ouvrage partira du début de la rue Vieille des Verchères (rue Jules Ferry), traversera le canal et aboutira à la rue Pétrus Richarme (la rue Palluy ayant été débaptisée en 1892, à la suite du décès du maître de verrerie) juste en face de l'arrivée de la rue du Général Terray, au point où se trouvait un escalier descendant au bief du Moulin dit de la Ville.
Les établissements Marrel et Lacombe qui se trouvaient rue Neuve des Verchères (rue B. Brunon) très intéressés par cette construction sont prêts à accorder, à eux deux, près du tiers de la dépense.
Le 24 juin 1901, le décret préfectoral d'utilité publique permet l'expropriation nécessaire de maisons sur les deux rives.
La commune de Rive-de-Gier a été son commanditaire, il a coûté 99 300 francs, 49 300 francs de construction et 50 000 francs d'expropriations et d'indemnisations, compensés par les dons de Marrel et Lacombe de 27 000 francs. 
Tout d'abord appelé pont des Forges, il a pris le nom de pont de l'Industrie par décret du 7 septembre 1903 et il a été inauguré le samedi 25 juin 1904 par le ministre de la Marine, Camille Pelletan qui, le même jour a aussi inauguré l'École pratique d'industrie et la Caisse d’Épargne et a visité les établissements Brunon-Vallette, Marrel Frères, Arbel et la verrerie coopérative des Vernes. 
À partir du 1er janvier 1937, il a pour nom pont Voltaire. 
Ce pont a eu un rôle très important dans la vie économique de la cité car il a grandement amélioré les déplacements urbains en particulier celui de tous les travailleurs des usines environnantes : verriers, métallurgistes... 
Il a disparu en 1967, lors de la continuation de la couverture du Gier.

## Description
C'est un pont métallique à trois travées. Entre les poutres d'acier du tablier usinées par Fives-Lille, ont été bâties des voûtes en briques avec béton et chape. D'élégants garde-fous métalliques assurent la protection des piétons. 
Long de 46.75 mètres pour 7 mètres de largeur (chaussée de 4.50 mètres et deux trottoirs de 1.25 mètre en encorbellement) et une hauteur de 6 mètres environ. 

### Images

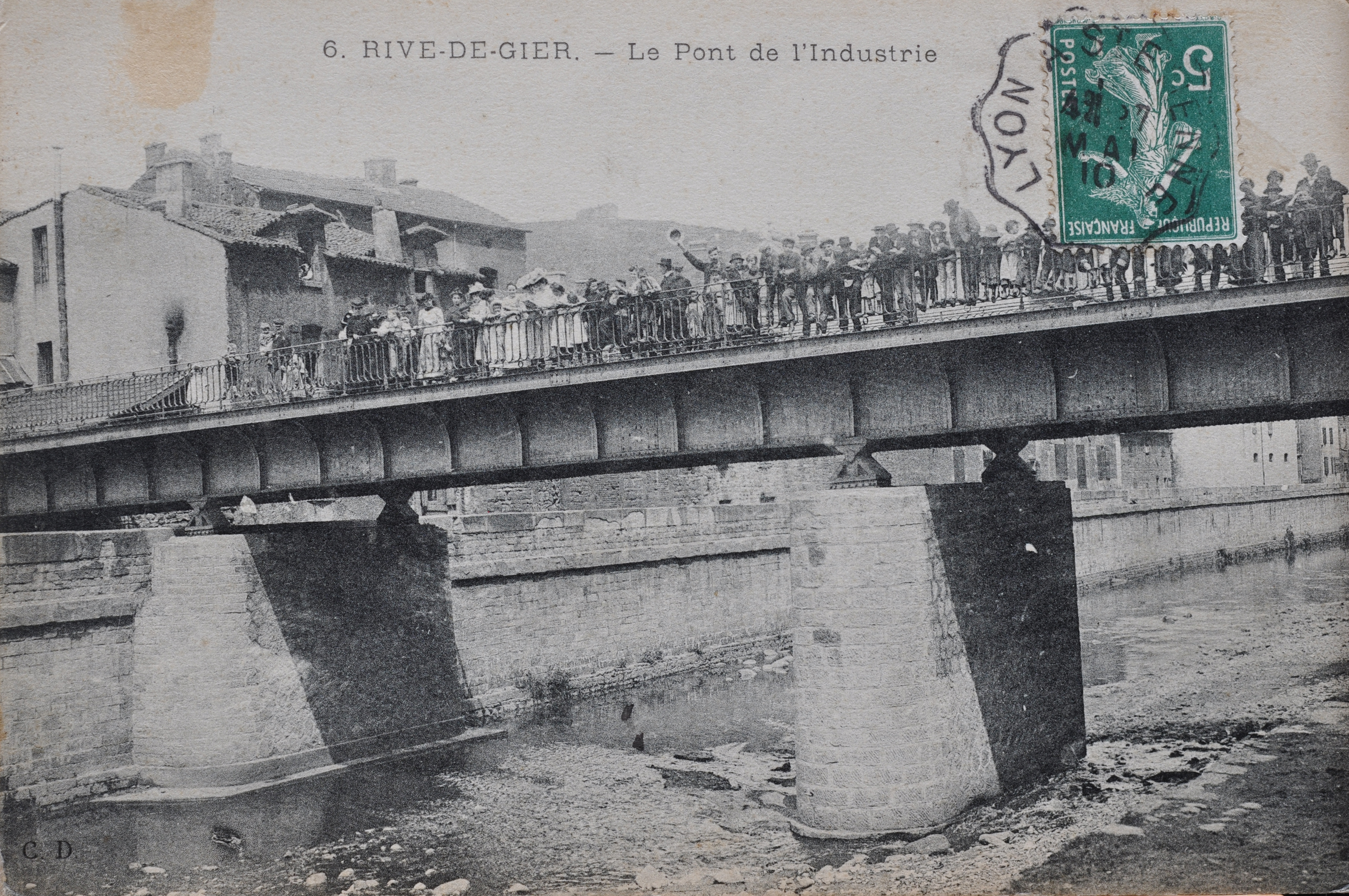
Carte postale Pont Voltaire
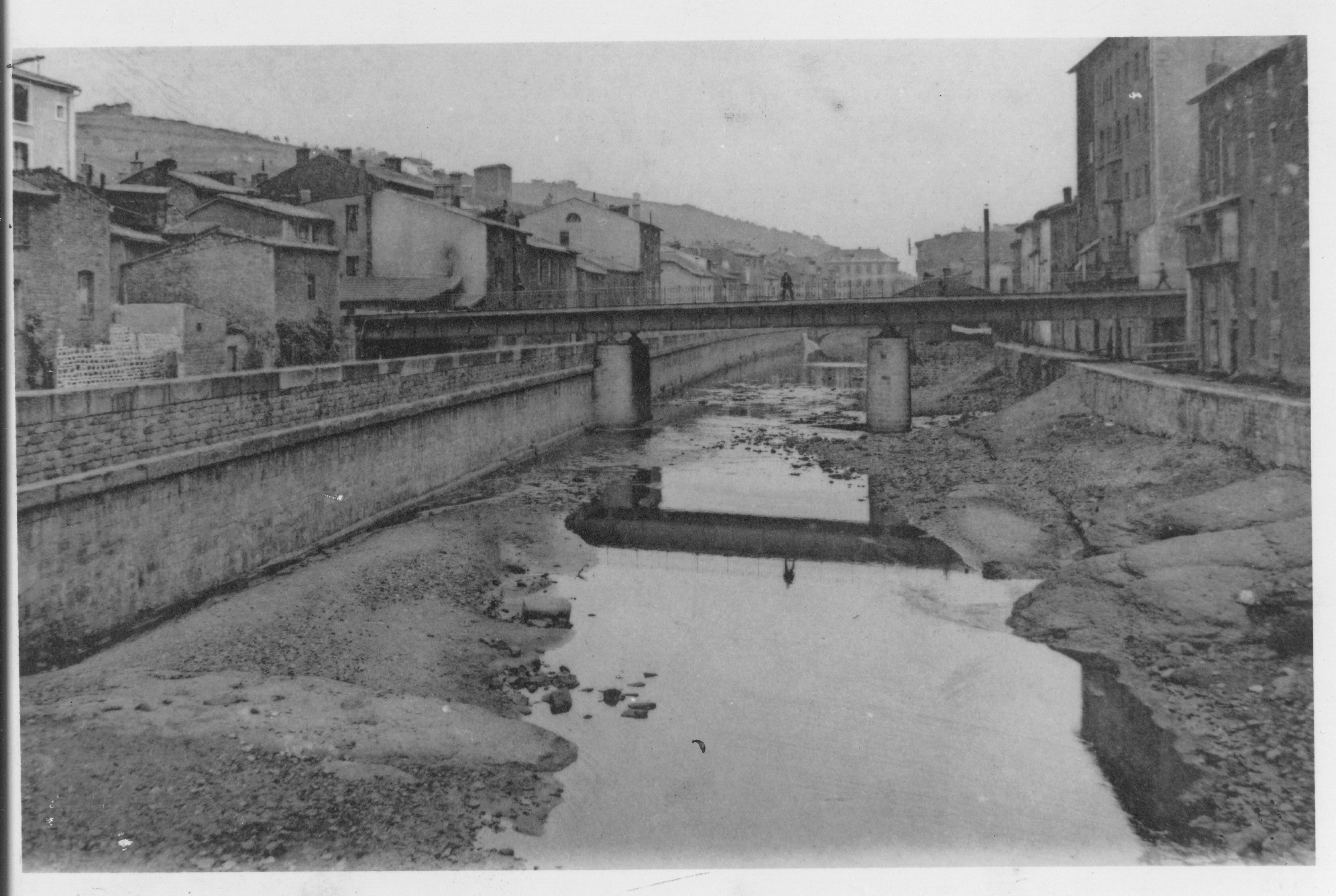
Image Pont Voltaire
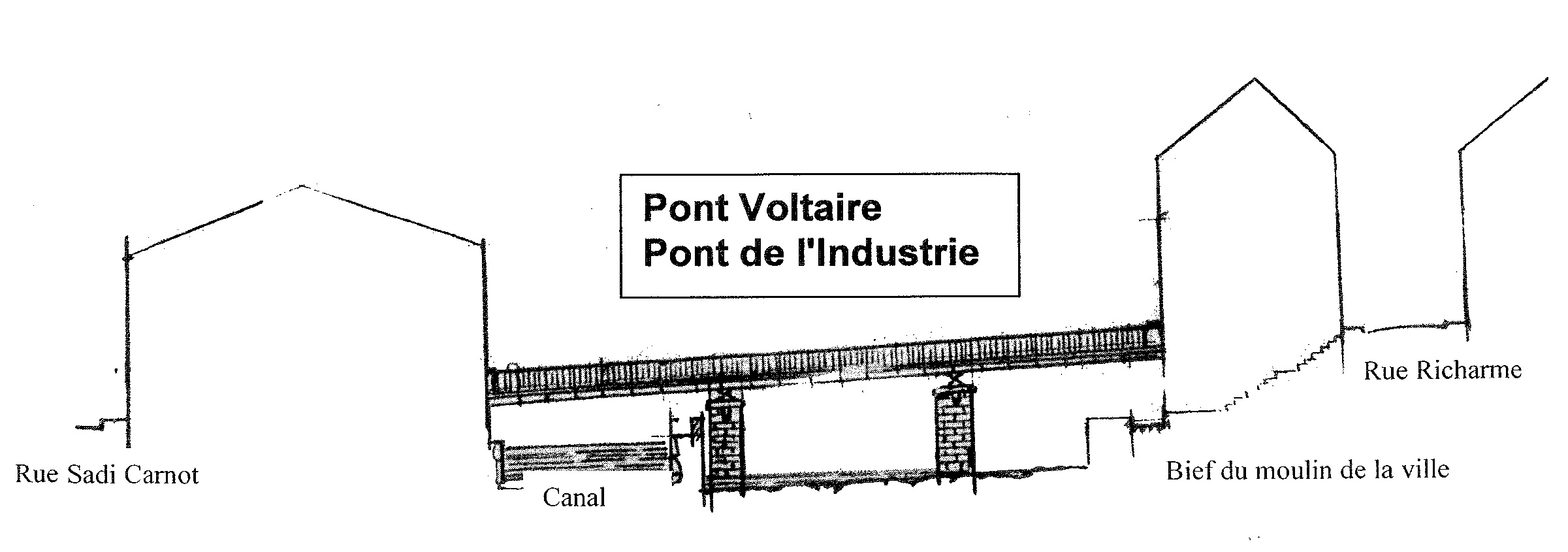
Croquis du Pont Voltaire par Jean Thonnérieux